# Конклав 1963 года
Папа римский Иоанн XXIII умер от рака 3 июня 1963 года в Апостольском дворце в середине II Ватиканского Собора. Он обычно считается одним из наиболее популярных пап в XX веке.

## ПроблемыКонклава
Смерть Иоанна XXIII ставило под вопрос будущее Второго Ватиканского Собора. Противоборство между консерваторами и либералами было отражено в борьбе на Конклаве между сторонниками Собора и его противниками. Сторонником продолжения Собора, как было замечено, был папабиль кардинал Джованни Баттиста Монтини, архиепископ Милана, в то время как его главным противником был кардинал Джузеппе Сири, который ещё в 1958 году рассматривался как вероятный преемник Пия XII и продолжатель его политики.
Конклав 1963 года проходил с 19 по 21 июня, в Сикстинской Капелле, в Ватикане.

Коронация Павла VI, кардиналом-протодьяконом Альфредо Оттавиани

## Случай кардинала Сири
Как и с Папским Конклавом 1958 года, сохранились слухи о том, что кардинал Сири получил две трети голосов требуемого для законного избрания римским первосвященником, решили, что он будет зваться папой римским Григорием XVII, но Сири объявил "non accepto" (я не принимаю), предположительно под давлением. Бывший священник Малачи Мартин написал в 1991 году, что Сири действительно получил требуемое число голосов, но отказался, после того, что Мартин назвал "небольшим зверством". Мартин даже утверждал, что кто-то на Конклаве консультировался с кем-то вне его, в то время как Конклав было в процессе, в нарушение строгих правил Конклава.
Когда двумя десятилетиями позднее у Сири спросили, был ли он избран папой римским и на обоих Конклавах и 1958 года и 1963 года. Сири ответил: "Я связан тайной. Эта тайна ужасна. Я мог бы написать книги о разных Конклавах. Очень серьёзные вещи имели место. Но я не могу ничего говорить".

## Избрание Монтини
Конклав 1963 года был самым представительным и почти полным. Было восемьдесят два кардинала, но вследствие своего домашнего ареста, Йожеф Миндсенти не смог прибыть в Рим, также Карлос Мария де Ла Торре — архиепископ Кито, из Эквадора, не участвовал вследствие своего преклонного возраста и хронических проблем со здоровьем. Из восьмидесяти кардиналов, которые участвовали, восемь были назначены папой римским Пием XI, двадцать семь папой Пием XII, а остальные Иоанном XXIII.
В то время как историки всё ещё не соглашаются относительно вероятности избрания Сири, нет никаких споров относительно возможного победителя. Как и ожидалось, фаворит среди папабилей, кардинал Монтини, был избран после 6 баллотировок, 21 июня 1963, новым папой римским. Он нарекся давно не употреблявшимся среди пап тронным именем Павел VI, что говорило о том, что он будет проводить свою политику. Павел VI был последним папой, который короновался папской тиарой; его три преемника не использовали тиару, а Бенедикт XVI удалил её и из своего герба.
По сообщениям кардиналов настроенных против II Ватиканского собора, желающие довести собор к быстрому завершению они попытались блокировать выбор Монтини на раннем этапе голосования. Густаво Теста, старый друг Иоанна XXIII, затем потерял своё терпение в Сикстинской Капелле, требуя, чтобы интегристы прекратили препятствовать дороге Монтини. Монтини был избран на следующий день.

## Статистика Конклава 1963 года
| Продолжительность  | 3 дня                   |
| Число баллотировок | 6                       |
| Выборщики          | 80                      |
| ------------------ | ----------------------- |
| Африка             | 1                       |
| Латинская Америка  | 11                      |
| Северная Америка   | 7                       |
| Азия               | 5                       |
| Европа             | 55                      |
| Океания            | 1                       |
| Итальянцы          | 29                      |
| СКОНЧАВШИЙСЯ ПАПА  | ИОАНН XXIII (1958-1963) |
| НОВЫЙ ПАПА         | ПАВЕЛ VI (1963-1978)    |